# العناصر الثقافية في البوذية
تتمثل الثقافة البوذية من خلال الفن البوذي والعمارة البوذية والموسيقى البوذية والمطبخ البوذي. ومع توسع البوذية من شبه القارة الهندية، تبنّت عناصر فنية وثقافية خاصة بالبلدان المضيفة في أجزاء أخرى من آسيا.

## ملامح الثقافة البوذية

### الاقتصاد البوذي
تشكل العلوم الاقتصادية أو طريقة تنظيم الحياة العملية وتلبية مطالب الإنتاج جزءًا لا يتجزأ من أي ثقافة. ويشكل الاقتصاد البوذي جزءًا لا يتجزأ من الثقافة البوذية. لا يعمل الاقتصاد البوذي على تحقيق أقصى حد من الاستهلاك بل تحقيق رفاهية البشر التي تكمن في حياة بسيطة هادفة صالحة حيث يُكتسب الرزق المشروع. يجب أن يظل البشر مخلصين لتراثهم وأن يتجنبوا السعي المادي. فالعمل الآلي والفائض الذي يحرم الروح من السعي الهادف يُنظر إليه بازدراء، في حين أن الكثير من وقت الفراغ غير مقبول أيضًا. يُنظر إلى المرأة التي تصبح جزءًا من القوة العاملة الفعالة على أنها فشل في النظام الاقتصادي، إذ يتعين بذلك على المرأة أن تهجر الأطفال وتهملهم لكي تدخل السبيل الاقتصادي.

### البوذية والرعاية الصحية
بالنسبة للبوذية، فإن الصحة النفسية ذات أهمية قصوى، ويجب على الأفراد أن يجتهدوا لتحسين ذلك باتباع اللاعنف والامتناع عن إساءة السلوك الجنسي والكذب. ومع ذلك، تعترف الأعراف البوذية بالاعتلال البدني. فالألم والمعاناة لا مفر منهما كالموت، لذلك لا يُحظر تناول أي شكل من أشكال الأدوية. يجب ألا تكون الأدوية المُتناولة غير مُسكِرة أو تؤثر على صفاء الذهن بأي شكل من الأشكال. وأي اعتلال بدني يجب استحماله بالصبر والصمود، إذ إن أي شكل من أشكال المعاناة البدنية يتيح الوقت للتفكير الذاتي والتقدم الروحي. إن أفضل طريقة لعلاج المرض هي تحسين النظام الغذائي عن طريق اتّباع نظام غذائي نباتي يعكس أسلوب الحياة اللاعنفي. تشدد البوذية كثيرًا على الصيام في أيام خاصة تساعد على إنعاش الكينونة البدنية والروحية. يُنظر أيضًا إلى أي شكل من أشكال زراعة الأعضاء باعتباره شكلاً من أشكال الكرم والسخاء.

### الفن البوذي
نشأ الفن البوذي في شبه القارة الهندية في القرون التي أعقبت حياة غوتاما بودا في القرن السادس إلى الخامس قبل الميلاد، وقبل أن يتطور عبر احتكاكه بالثقافات الأخرى وانتشاره عبر بقية آسيا والعالم. بدأ بالمرحلة الأولى الهندية بالأساس وهي المرحلة غير الأيقونية (تجنّب التصوير المباشر لبوذا)، أعقبتها في القرن الأول الميلادي المرحلة الأيقونية (مع تصوير مباشر لبوذا). ومنذ ذلك الوقت، تنوع الفن البوذي وتطور متكيفًا مع البلدان الجديدة حيث يتوسع الإيمان. توسع إلى الشمال عبر آسيا الوسطى وإلى شرق آسيا ليشكل الفرع الشمالي للفن البوذي وإلى الشرق حتى جنوب شرق آسيا لتشكيل الفرع الجنوبي للفن البوذي في الهند، ازدهر الفن البوذي وأثّر حتّى على تطور الفن الهندوسي، واختفت البوذية تقريبًا نحو القرن العاشر مع توسع الهندوسية والإسلام.
في أول شكل من أشكال الفن البوذي، لم يكن بوذا مُصورًا بشكل الإنسان، بل كان يُصور بدلًا من ذلك باستخدام إشارات ورموز مثل آثار الأقدام أو عرش فارغ. منذ القرن الخامس قبل الميلاد حتى القرن الأول قبل الميلاد، صنع الفنانون الهنود نصوصًا مقدسة تدور حول موضوعات الحياة التاريخية لبوذا والحياة السابقة لبوذا. يُعتقد أن السبب وراء الممانعة تجاه التمثيلات المجسمة لبوذا، والتطور المعقد للرموز غير الأيقونية (حتى في المشاهد السردية حيث تظهر شخصيات بشرية أخرى)، يرتبط بسبعين حديثًا عن بوذا يروي فيهم عدم استحسانه لتمثيله بعد فناء جسده.  تُعرف هذه المرحلة بأنها المرحلة غير الأيقونية من الفن البوذي. تبدأ المرحلة الأيقونية من القرن الأول الميلادي مع منح بوذا ملامح ونسب إنسانية واقعية.

### العمارة البوذية
تطورت العمارة الدينية البوذية بشكل خاص في جنوب آسيا في القرن الثالث قبل الميلاد.
يرتبط نوعان من الهياكل مع البوذية المبكرة: ستوبا وفيهارا. كانت الوظيفة الأولية للستوبا هي التبجيل والحراسة الآمنة لآثار بوذا. أقرب مثال موجود على ستوبا موجود في سانشي (ماديا براديش). وفقًا للتغيرات في الممارسة الدينية، جرى دمج الستوبا تدريجيًا في جيتيا-جريهاس (قاعات ستوبا). وصلت هذه إلى ذروتها في القرن الأول قبل الميلاد، وتجسدت في مجمعات الكهوف أجانتا وإيلورا (ماهاراشترا). جرى تطوير فيهارا لاستيعاب الرهبنة البوذية المتزايدة والتي أصبحت رسمية بشكل متزايد. مثال موجود في نالاندا، (بيهار).
يمكن إرجاع بدايات المدرسة المعمارية البوذية إلى عام 255 قبل الميلاد عندما أسس الإمبراطور الموريني أسوكا البوذية كدين الدولة لإمبراطوريته الكبيرة وشجع استخدام الآثار المعمارية لنشر البوذية في أماكن مختلفة.
البوذية، والتي تُعد أيضًا أول ديانة هندية تتطلب مساحات جماعية ورهبانية كبيرة، ألهمت ثلاثة أنواع من العمارة؛ الأول هو ستوبا، وهي مادة مهمة في الفن والعمارة البوذية. يحظى ستوبا بأهم مكان بين جميع التماثيل البوذية المبكرة. على المستوى الأساسي للغاية، تعتبر ستوبا تلة قبر بوذا. احتوت ستوبا الأصلية على رماد بوذا. ستوبا هي آثار على شكل قبة، تستخدم لإيواء آثار البوذيين أو لإحياء ذكرى حقائق مهمة للبوذية.
النوع الثاني من العمارة الفريدة للبوذية هو فيهارا، وهو دير بوذي يحتوي أيضًا على قاعة إقامة للرهبان. النوع الثالث هو شايتا، وهي قاعة تجميع تحتوي على ستوبا (دون آثار). رُتّبت القاعة المركزية للشايتا للسماح بالطواف حول الستوبا داخلها.

### الموسيقى البوذية
تشتمل الموسيقى البوذية بشكل بارز على هونكيوكو، والهتافات البوذية، وشوميو. هونكيوكو هي قطع شاكوهاتشي يوكو للتنوير والصدقات ظهرت في وقت مبكر من القرن الثالث عشر.
الترنيمة البوذية هي الترنيمة المستخدمة أو المستوحاة من البوذية، بما في ذلك العديد من الأنواع في العديد من الثقافات. وتشمل:
- ترديد لاسم اميتابا في الأرض البوذية النقية.
- شوميو في تينداي اليابانية وشينجون البوذية.
- غناء الحلق في الترنيمة البوذية التبتية (أحد جوانب الموسيقا البوذية التبتية).

يُعدّ الهتاف الموسيقي، في الغالب في التبت أو السنسكريتية، جزءًا لا يتجزأ من الدين. هذه الأناشيد معقدة، وغالبًا ما تكون تلاوات للنصوص المقدسة أو للاحتفال بمهرجانات مختلفة. يرافق ترنيم يانغ، الذي يتم بدون تقاطيع أوزان، وتتصاحب مع طبول رنانة ومقاطع منخفضة ومستمرة.
شوميو؛ هو نمط من الأنشودة البوذية اليابانية. بشكل رئيسي في طائفتين تينداي وشينكون. هناك نوعان من الأنماط: ريوكي يوكو وريكي أوكو، توصف بأنها صعبة وسهلة التذكر، على التوالي.
تُستخدم العديد من الآلات الموسيقية الطقسية بالاشتراك مع الممارسة البوذية بما في ذلك أوعية الغناء، الأجراس، التنغشا، الطبول، الصنج والآلات الهوائية وغيرها.
يُعتقد أن العلاقة بين البوذية والموسيقا معقدة لأن ارتباط الموسيقا بالرغبات الأرضية دفع البوذيين الأوائل إلى إدانة الممارسة الموسيقية، وحتى مراقبة الأداء الموسيقي، للرهبان والراهبات. ومع ذلك، يتم تمثيل الجنة البوذية في الأماكن النقية البوذية في الأماكن الموسيقية حيث يأخذ القانون البوذي شكل الألحان. تتضمن معظم الممارسات البوذية أيضًا الهتاف بشكل ما، وبعضها أيضًا يستخدم الموسيقا الآلية وحتى الرقص. يمكن للموسيقا أن تكون بمثابة هدية لبوذا، كوسيلة لحفظ النصوص البوذية، وكشكل من أشكال الزراعة الشخصية أو التأمل.
لتنقية قلوب المستمعين، فإن الألحان البوذية قوية لكنها ناعمة ونقية. تلعب الموسيقا البوذية دورًا محوريًا في الممارسات الثقافية اليومية للبوذيين حيث تُعزف أيضًا في العديد من الاحتفالات مثل حفلات الزفاف والجنازات.
تطورت الموسيقا البوذية عندما انتشرت البوذية إلى التبت. شجعت التقاليد البوذية التبتية على استخدام الأغنية والرقص في بعض الاحتفالات. استُخدمت مجموعة متنوعة من الأدوات مثل الأنواع المتخصصة من الطبول، والمواسير الهوائية، والأقواس الحلزونية، والبوق في الاحتفالات الأكبر.
تستخدم الترانيم عادة في الثقافة البوذية في الاحتفالات لتقديم القرابين أو الدعوة إلى حضور بوذا وبوديساتفاس. تُعَبِّر الترانيم البوذية عن الصفات الخمس الفاضلة وهي الإخلاص والكياسة والوضوح والعمق والتوازن ويعتقد أن الاستماع بانتظام إلى الترانيم البوذية أو المعجبين يمكن أن يعطي النعم الخمس التالية: انخفاض في التعب الجسدي، وتقليل الارتباك والنسيان، تقليل الإرهاق العقلي، بلاغة أكبر، وسهولة أكبر في التعبير والتواصل. لذلك، في ممارسة البوذية، تلعب التراتيل أو الترانيم دورًا مهمًا في الحياة اليومية، على سبيل المثال في مراسم التوبة. لم تُصَمَّم لمحاولة رفع معنويات أو إثارة عواطف المشاركين أو الممارسين، ولكنها تهدف في الواقع إلى المساعدة في الحفاظ على الطاقة العاطفية، وتهدئة التفكير، وتقليل الرغبة، والسماح للممارسين برؤية طبيعتهم الحقيقية بوضوح.

### المطبخ البوذي
المطبخ البوذي هو نوع من المأكولات لمؤمني البوذية بشكل رئيسي. يُعرف باسم زاي تشاي (زاي يعني «التطهير» أو «الانضباط»، تشاي تعني «المطبخ» أو «الخضار») في الصين، وشوجن ريوري (شوجن تعني «الإخلاص»، ريوري يعني «المطبخ») في اليابان، وبأسماء أخرى كثيرة في دول أخرى. نظرًا إلى فهم الحيوانات ككائنات واعية ومعذبة، لا يقتل العديد من البوذيين الحيوانات والكثير أيضًا لا يأكلون اللحوم (بخلاف أولئك الذين ماتوا بشكل طبيعي، ومن الأنواع التي لا يكون فيها استهلاك الإخوة مزعجًا للعيش الحي). تظهر بعض سوترات ماهايانا الرئيسية بوذا تندد بقوة باستهلاك اللحوم وتدعو إلى النباتية (النباتية في البوذية). يتجنب بعض بوذيي الماهايانا في الصين وفيتنام أيضًا تناول نباتات ذات رائحة قوية مثل البصل والثوم والثوم المعمر والكراث، ويشيرون إلى هذه الأنواع باسم وو هون («البهارات الخمسة»،五 葷). أصبح الطهاة النباتيون البوذيون مبدعين للغاية في تقليد اللحوم باستخدام غلوتين القمح المحضر، والمعروف أيضًا باسم «سيتان» أو «لحم القمح»، وفول الصويا (مثل التوفو أو التمب)، والأغار والمنتجات النباتية الأخرى. بعض وصفاتهم هي أقدم نظائر اللحوم وأكثرها دقة في العالم.
تمنع البوذية المشروبات الكحولية والمسكرات الأخرى لأنها قد تؤدي إلى انتهاكات الآخرين «للمبادئ الأخلاقية الخمسة»: «عدم قتل أو سرقة أو سوء السلوك الجنسي أو الكذب أو المشاركة في المسكرات». بالإضافة إلى ذلك، فإن المسكرات تلقي بظلالها على العقل وتتداخل مع التركيز المطلوب لتحقيق التنوير.
تمنع بعض الطوائف البوذية في الصين وفيتنام البصل والثوم والبصل الأخضر والثوم المعمر والكراث، والتي تعرف باسم «التوابل الخمس اللاذعة». يقال إن التوابل تؤدي إلى الغضب (الخام) والعاطفة (المطبوخة)، ويقال إن رائحتها تطرد الآلهة وتجذب الأشباح والشياطين الجائعة.
التقيد الصارم بالنباتية هو قاعدة الكهنة والرهبان والراهبات وأولئك الذين يشعرون بأنهم على طريق بوديساتفا - باستثناء بعض المدارس والطوائف.